# فاروق أبو عيسى
فاروق أبو عيسى، (12 أغسطس 1933- 12 أبريل 2020) سياسي وقانوني سوداني، من مواليد مدينة ود مدني.

## السيرة الذاتية
درس المرحلة الأولية بمدرسة النهر الأولية، والتي كانت تعتبر المدرسة الحكومية الوحيدة في المدينة بجانب مدرسة أهلية أخرى، ومن ثم التحق بالأميرية الابتدائية بو دمدني ثم مدرسة حنتوب الثانوية والتي فُصل منها خلال الأشهر الأخيرة من دراسته بسبب نشاطه السياسي المناهض للإستعمار البريطاني للسودان.

## نشاطه السياسي
انضم أبو عيسى للحزب الشيوعي السوداني أثناء دراسته بمدرسة حنتوب الثانوية، وذلك عبر رابطة الطلاب الشيوعيين، وكان جزء من مكتبها السياسي منذ عام 1950، وفي تلك الفترة كانت تسمى الحركة السودانية للتحرر الوطني (حستو).
في مطلع خمسينات القرن الماضي، شارك أبو عيسى في الإضراب عن الدراسة الذي نفذه عدد كبير من الطلاب السودانيين، وذلك من أجل أن ينال الطلاب السودانيون إتحاداً عاماً، لكن المستعمر البريطاني رفض هذا الطلب، وتم فصله من المدرسة وحرمانه مع عدد من الطلاب من الامتحانات.

## دراسته للقانون
امتحن أبو عيسى الشهادة الثانوية من مدرسة الأحفاد بأمدرمان، وكانت رغبته هي دراسة القانون في جامعة الخرطوم، إلا أنه لم يتمكن من ذلك، ما دفعه للالتحاق بكلية الآداب، لكنه لم يستمر بها، ليقرر بعدها الذهاب إلى مصر حيث تم ترشيحه لدراسة الطب في القصر العيني بالقاهرة، إلا انه فضّل دراسة الحقوق في مدينة جامعة الإسكندرية والتي تخرج منها في العام 1957.

## ليلة المتاريس
عقب أيام من نجاح ثورة أكتوبر 1964  التي اطاحت بالرئيس إبراهيم عبود، من الحكم في السودان، إشتهر أبوعيسى خلال أحداث ما باتت تُعرف في الأدب السياسي السوداني بـ (ليلة المتاريس) حيث قاد الجماهير إلى إغلاق الشوارع أمام تحركات ضباط من الجيش للانقلاب على الثورة الوليدة.

## حكومة مايو
شارك أبو عيسى في حكومة مايو، التي جاءت بعد الانقلاب العسكري الذي قاده العقيد جعفر نميري في مايو من العام 1969، بالتحالف مع قوى اليسار المكونة من الحزب الشيوعي السودان والقوميين العرب، وتولى خلال تلك الفترة عدة مناصب وزارية منها وزارة الخارجية.
في العام 1970 تم فصله من الحزب الشيوعي السوداني عقب اتهامه وعدد من قيادات الحزب بالمشاركة في الانقسام الذي حدث في ذلك العام، وفي ديسمبر من العام 1983، فاز ابوعيسى بمنصب الأمين العام لإتحاد المحامين العرب، بعد أن هاجر من السودان واستقر  في جمهورية مصر العربية، وتكرر فوزه في دورات متتالية استمرت حتى العام 2003.
وخلال توليه منصب الأمين العام للإتحاد رفض قبول عضوية اتحاد المحامين السودانيين، بحجة استناده على قانون العمال، ولم تفلح جهود الحكومة واتحاد المحامين السودانيين من الانضمام لاتحاد المحامين العرب إلا في عام 2005 بعد اجازة قانون الاتحادات المهنية لسنة 2004.

## التجمع الوطني الديمقراطي
ظل أبو عيسى خارج السودان منذ استيلاء الجبهة القومية الإسلامية على الحكم عبر الانقلاب العسكري الذي نفذته في العام 1989، وعاد للبلاد في العام 2005، عقب اتفاق السلام الذي ابرمته الحكومة السودانية مع الحركة الشعبية لتحرير السودان، واصبح أبو عيسى عضوا في البرلمان السوداني في ذلك العام ضمن المقاعد التي خُصصت للتجمع الوطني الديمقراطي، الذي كان يشغل فيه منصب مساعد الرئيس.
بعد رجوعه للسودان اعاد الحزب الشيوعي السوداني عضوية أبو عيسى، دون الإعلان عن ذلك، ليتولي رئاسة الهيئة العامة لتحالف قوى الإجماع الوطني، الذي يضم الحزب الشيوعي السوداني وأحزاباً أخرى.
تعرض أبو عيسى للاعتقالات المتكررة خلال عهد الرئيس السوداني السابق عمر البشير، وذلك بسبب نشاطه الفاعل في معارضة حكومته.